# Murina puta
Murina puta é uma espécie de morcego da família Vespertilionidae. Endêmica de Taiwan.